# (237384) 1996 CX
1996 سي أكس (ويعرف أيضًا باسم (237384) 1996 سي أكس وفق تسمية الكوكب الصغير) (بالإنجليزية: 1996 CX)‏ هو كويكب ضمن حزام الكويكبات؛ وترتيبه 237384 من حيث الاكتشاف.
اكتُشف هذا الجُرم الفلكي بواسطة برنامج شميدت للكويكبات في بكين في 7 فبراير 1996.

## وصلات خارجية
- (237384) 1996 CX في قاعدة بيانات مختبر الدفع النفاث لأجرام النظام الشمسي الصغيرة

- الاكتشاف · مخطط المدار ·  العناصر المدارية · المعلمات المادية

- (237384) 1996 CX على موقع ويكي سكاي: DSS2, SDSS, GALEX, IRAS, Hydrogen α, X-Ray, Astrophoto, Sky Map, Articles and images